# Lac Saint-Patrice
Le lac Saint-Patrice est un plan d'eau situé dans le territoire non-organisé de Lac-Nilgaut, à 30 km au nord-est de Rapides-des-Joachims et à 70 km au nord-ouest de Fort-Coulonge, Pontiac, Québec, Canada. D'une longueur de 19 km, ce lac se situe à 411 m d'altitude, sur le relief ondulé du plateau laurentien. Il est alimenté par les ruisseaux Cole et Hogan situés au sud et se déverse vers le nord par un ruisseau dans la Noire, celle-ci s'écoulant vers la rivière des Outaouais.
On y retrouve des traces d'occupations autochtones dont un cimetière situé sur une petite île. Vers 1880, on y trouvait une mission religieuse dite "mission du grand lac Saint-Patrice". Le 22 juillet 1891, le père Le Moyne, l'a béni et a planté une grande croix de 30 pieds. À la suite de fouilles archéologiques effectuées dans les années 1980 et pour protéger les sépultures, les tombes ont été déplacées sur la rive sud du lac, à l'emplacement de la ferme Chénier.